# Flaga Saby
Flaga wyspy Saba to prostokątny płat o proporcjach 2:3, ze srebrnym (białym) rombem, w którym pośrodku znajduje się złota pięciopromienna gwiazda. W górnej części flagi znajdują się dwa czerwone trójkąty; a w dolnej: dwa niebieskie.
Flaga przyjęta została 6 grudnia 1985 roku.
Gwiazda reprezentuje Sabę. Jej barwa oznacza bogactwo naturalnego piękna na wyspie i symbolizuje nadzieję na przyszłość. Pozostałe kolory reprezentują historyczne i polityczne związki z Holandią.
Ponadto biel jest symbolem pokoju, przyjaźni, czystości i spokoju, czerwień symbolizuje jedność, odwagę i zdecydowanie, a kolor niebieski jest symbolem morza, które odegrało dużą rolę w umożliwieniu ludziom przetrwania na tych wyspach. Kolor ten jest też symbolem nieba i przypomina o Bogu, który stworzył tę wyspę.